# Tipula (Eumicrotipula) piro
Tipula (Eumicrotipula) piro is een tweevleugelige uit de familie langpootmuggen (Tipulidae). De soort komt voor in het Neotropisch gebied.